# Kyblari
Kyblari (ukr. Киблярі) – wieś na Ukrainie. Należy do rejonu użhorodzkiego w obwodzie zakarpackim i liczy 791 mieszkańców.